# Kornversuchsspeicher

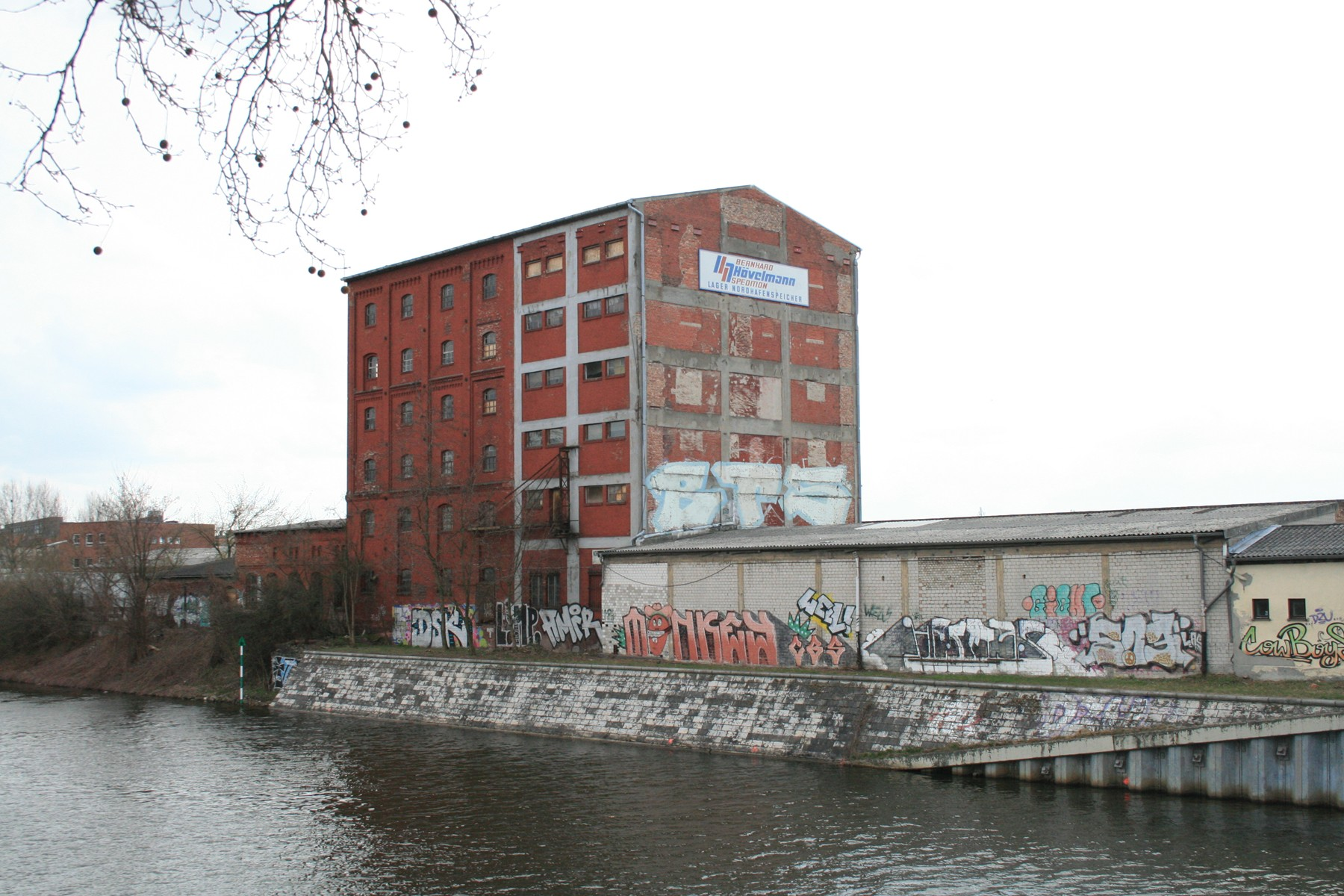
Der Kornversuchsspeicher am Berlin-Spandauer Schifffahrtskanal

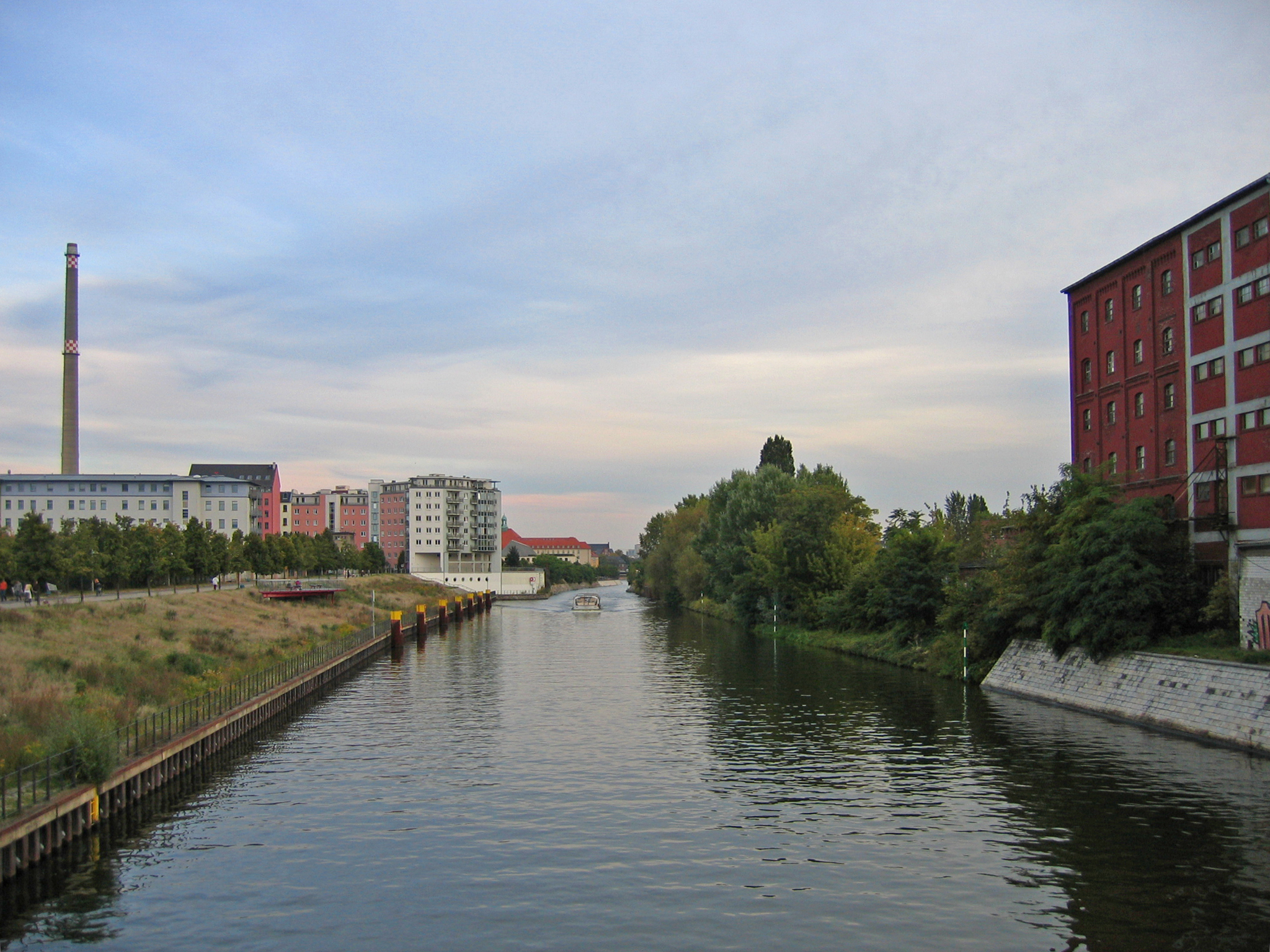

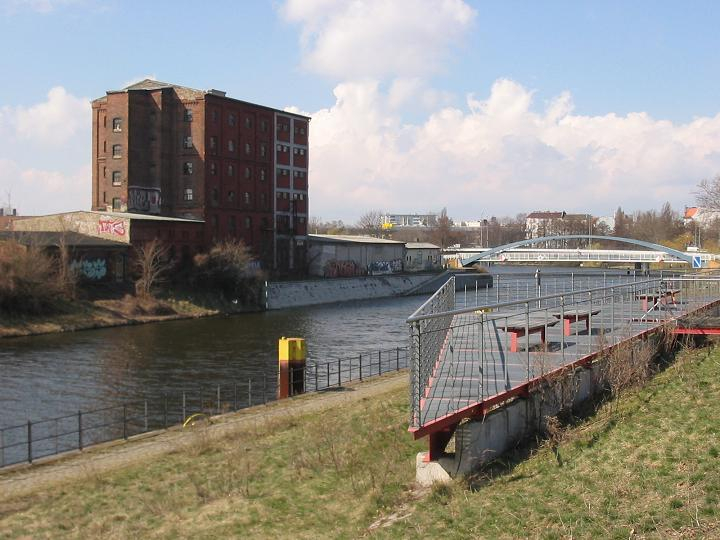

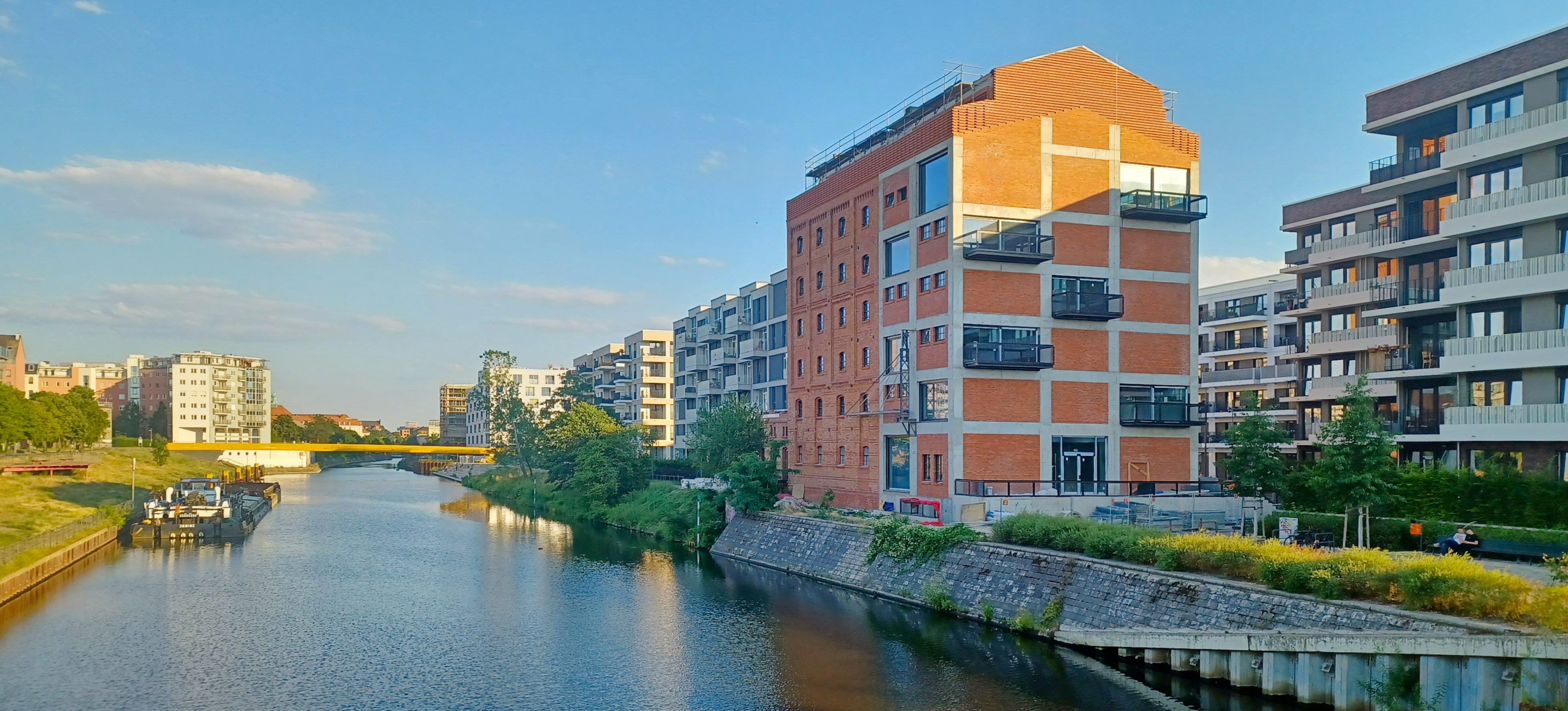
Zustand Anfang Juli 2022

Der Kornversuchsspeicher (historische Bezeichnung „Versuchs-Kornhaus“) ist ein als Baudenkmal geschütztes ehemaliges Lagerhaus im Berliner Ortsteil Moabit. Der Denkmalschutz bezieht sich sowohl auf die Fassade als auch auf Teile im Inneren. Der Speicher befindet sich unmittelbar am Berlin-Spandauer Schifffahrtskanal am nördlichen Ende des ehemaligen Hamburger- und Lehrter Güterbahnhofs und hat die postalische Adresse Hedwig-Porschütz-Straße 20 (neue Straße für das Quartier, vorher Adresse Heidestraße). Er ist Teil des ansonsten aus Wohnungsneubauten bestehenden Quartiers Europacity, das von 2017 bis 2019 errichtet wurde, und aus über 500 Mietwohnungen besteht, die am Wasser liegen oder zu großen grünen Höfen.

## Bauwerk
Der Kornversuchsspeicher ist ein ehemals sechsgeschossiger roter Backsteinbau mit flachem Wirtschaftsanbau, durch Dachaufstockung im Jahr 2021 nun siebengeschossiger Bau. Errichtet wurde er 1897–98 von der Baufirma Hermann Streubel. Bauherr war die Landwirtschaftliche Hauptgenossenschaft. Das Gebäude verfügte über fünf Schüttböden und vier Silos mit einem Gesamtfassungsvermögen von 1130 t Getreide.
1915 erfolgte ein Erweiterungsbau, der von einem Eisenbetonskelett getragen wird.
2018 gab es eine künstlerische Zwischennutzung des Erdgeschosses des leerstehenden Speichers.
2019 begannen Renovierungs- und Umbauarbeiten, geplant vom Architekturbüro AFF für eine neue Nutzung des seit Jahren meist ungenutzten Speichers. In der neuentstehenden Europacity soll der Kornversuchsspeicher als einziges erhalten gebliebenes historisches Gebäude zum Wahrzeichen der „Wasserstadt Mitte“ werden: In den oberen Etagen entstanden Büroflächen, im Erdgeschoss sind Begegnungsflächen, die auch künstlerisch genutzt werden können. In einer Dachaufstockung kann ein Restaurant eingerichtet werden. Die Erschließung erfolgt nun barrierefrei durch eine Rampe sowie eine große Treppe von Osten. Im Norden wurden im Erdgeschoss eine Terrasse und in den oberen Geschossen Balkone angefügt. Die Bauarbeiten umfassten u. a. auch eine umfassende Stahlbetonsanierung der Stützen im Außen- und Innenbereich und werden Ende 2022 abgeschlossen.

## Geschichte
Der Kornversuchsspeicher  diente der wissenschaftlichen Untersuchung der Getreidelagerung sowie der vergleichenden Bewertung der Silo- und Schüttbodenspeicherung und der Erprobung moderner Maschinentechnik. Organisatorisch angegliedert war es zunächst dem Institut für Gärungsgewerbe und ab 1907 der Versuchsanstalt für Getreideverarbeitung.